# Guido Schlimbach
Guido Schlimbach (* 6. August 1966 in Köln) ist ein deutscher römisch-katholischer Theologe, Liturgiewissenschaftler, Publizist und Kunstvermittler.

## Ausbildung
Nach dem Abitur am städtischen Gymnasium in Köln-Porz studierte Schlimbach Philosophie und Theologie, zunächst von 1986 bis 1988 an der Rheinischen Friedrich-Wilhelms-Universität Bonn, von 1990 bis 1992 an der Universität Wien und dann wieder in Bonn bis 1993. Nach dem Examen (Dipl.-Theol.) schloss er 1993 bis 1997 das Studium der Sozialarbeit (Dipl. Soz. Arb.) an der Katholischen Fachhochschule NRW in Köln an. 2009 promovierte er an der katholisch-theologischen Fakultät in Bonn bei Albert Gerhards mit einer 2004 bis 2008 verfassten Dissertation zum Thema „Die Kunst-Station Sankt Peter Köln im Spannungsfeld von Religion und Kunst“.

## Wirken
Nach dem Studium der Sozialarbeit begann Schlimbach als Jahrespraktikant im Anerkennungsjahr 1998 bei Aidshilfe NRW e.V., dem Landesverband der Aidshilfen in Nordrhein-Westfalen. Danach wurde er Pressesprecher des Verbands. Seit 2020 ist er stellvertretender Landesgeschäftsführer. In den Jahren von 2005 bis 2007 war er kommissarischer Sprecher der Deutschen Aidshilfe e.V. in Berlin.
Seit 2000 arbeitet Schlimbach auch freiberuflich als Theologe und Kunstvermittler. An der Kunst-Station St. Peter (Köln) arbeitete er zunächst für Friedhelm Mennekes. Seit 2008 ist er ehrenamtlich Mitglied im Kunstbeirat, der Auswahl und Einladungen der Künstler für Ausstellungen bzw. Kunstinterventionen vornimmt, und seit 2011 künstlerischer Leiter der Kunst-Station Sankt Peter Köln. Unter anderem war er verantwortlicher Kurator für die Ausstellungsreihe Replace Rubens, in der 2020/21 in St. Peter das Bild Kreuzigung Petri von Peter Paul Rubens während seiner Restaurierung nacheinander durch Werke zeitgenössischer Künstler ersetzt wurde, beginnend von Mai bis November 2020 mit der Installation Grauer Spiegel von Gerhard Richter. Anlässlich eines Gastvortrags von Schlimbach bescheinigte ihm das Zentrum für Theologie und Kunst an der Karls-Universität in Prag 2018, dass er „als künstlerischer Leiter der Kunst-Station Sankt Peter […] diesen weltbekannten spirituellen Ort führt, in dem Kunst, Musik und Liturgie aufeinandertreffen.“ Neben seinem Engagement für die Kunst-Station Sankt Peter Köln ist er Kurator von Kunstausstellungen auch an anderen Stellen, so etwa in der Wolfsburg (Mülheim an der Ruhr).
Seit 2008 zählt er zum Kreis der Referenten / Gastgeber in freier Mitarbeit am Kunstmuseum Kolumba des Erzbistums Köln. Seit 2012 unterrichtet er mit Lehraufträgen für katholische Liturgik am Institut für Kirchenmusik der Robert Schumann Hochschule Düsseldorf. Im Sommersemester 2023 erteilte ihm die Philosophisch-Theologische Hochschule Sankt Georgen in Frankfurt/Main erstmals einen Lehrauftrag für „Christliche Kunst“.
Seit 2012 ist Schlimbach regelmäßiger Teilnehmer des Dialogs zwischen dem Bischof von Essen, Franz-Josef Overbeck, und Vertretern des Forums Essener Lesben und Schwule (F.E.L.S.). Dieser trug mit dazu bei, dass Overbeck die in einer Talkshow von Anne Will geäußerte kritische Position gegenüber homosexuellen Lebensweisen später revidierte. Inzwischen vertritt Overbeck die Ansicht, dass auch sie äußerst respekt- und liebevolle zwischenmenschliche Beziehungen sein und dass auch schwule Männer Priester werden könnten. Zuletzt fand ein solches öffentliches Gespräch im Oktober 2022 in der Aidshilfe Essen statt. An ähnlichen Gesprächen war Schlimbach auch zwischen dem Katholikenausschuss in der Stadt Köln und dem Kölner Lesben- und Schwulentag beteiligt.
Zu Ostern 2024 schaltete sich Schlimbach in die Debatte um eine Kunstinstallation des österreichischen Künstlers Gottfried Helnwein im Wiener Stephansdom ein. Die kontrovers diskutierten Bilder stießen vor allem im konservativ-rechtskatholischen Bereich auf großen Widerstand. In einem Beitrag für die Internationale Katholische Communio äußerte er dagegen den Verdacht, der als „Schockmaler“ bekannt gewordene Helnwein sei eher aufgrund des absehbaren Medienechos eingeladen worden als wegen der künstlerischen Qualität seiner Arbeiten. In der Wiener Die Furche wurde hervorgehoben, dass die von Schlimbach aufgezeigte künstlerisch-theologische Kritik etwas anderes sei, als mit einem wie auch immer gearteten Volksempfinden das Feld zwischen Kunst und Kirche neu zu belasten.

## Publikationen (Auswahl)
Monographien
- Für einen lange währenden Augenblick. Die Kunst-Station Sankt Peter Köln im Spannungsfeld von Religion und Kunst (Bild – Raum – Feier. Studien zu Kirche und Kunst 7). Schnell + Steiner, Regensburg 2009, ISBN 978-3-7954-2110-6.
- „Eines der besten Bilder, die meine Hand geschaffen hat“. Peter Paul Rubens’ Die Kreuzigung Petri. Kunststation Sankt Peter Köln, Köln 2015.
- Räume öffnen. Gegenwartskultur braucht unverzweckte Räume – auch in der Kirche. Rede zum Aschermittwoch der Künstlerinnen und Künstler. Kunst-Station Sankt Peter Köln, Köln 2022 (2 Auflagen).

Als Herausgeber
- Für Friedhelm Mennekes: Kunst-Station Sankt Peter Köln 1987-2008. Wienand, Köln 2008, ISBN 978-3-87909-961-0.
- (mit Stephan Wahle): Der Gottesdienst als privilegierter Ort der Ästhetik. Zeit – Kunst – Liturgie. Aachener Beiträge zu Pastoral- und Bildungsfragen 33, Einhard, Aachen 2011, ISBN 978-3-936342-91-8.
- The Essence of the Moment. Joe Barnes, Rupert Eder, Jon Groom, Ivo Ringe, Katalog Kulturforum in Herz Jesu, Köln 2008.
- Angela Glajcar. Ad Lucem – Arsis, Katalog Kunst-Station Sankt Peter und KunstRaum, Köln 2009.
- Blickwechsel. Rupert Eder, Nikola Irmer, Katalog Galerie Julia Garnatz, Köln 2010.
- (mit Stephan Wahle) Zeit – Kunst – Liturgie. Der Gottesdienst als privilegierter Ort der Ästhetik, = , Aachen 2011, ISBN 978-3-936342-91-8. (Zus. mit Stephan Wahle)
- Mats Bergquist. Via Lattea, Katalog Kunst-Station Sankt Peter, Köln 2011.
- Stage of Change. Oskar Stocker, Katalog Schell Collection, Graz 2012.
- Oskar Stocker, Verbo(r)gen, Katalog Zisterzienserstift Rein, Rein – Graz 2013.
- Max Cole. Meditations, Katalog Kunst-Station Sankt Peter, Köln 2013; ISBN 978-3-942680-48-6.
- Claire Morgan. Act of God / Höhere Gewalt, Katalog Kunst-Station Sankt Peter, Köln 2015.
- Sidival Fila, Katalog Kunst-Station Sankt Peter, Köln 2017.
- Frank Gerritz. Sculptural Light, Katalog Kunst-Station Sankt Peter, Köln 2022.
- Young-Jae Lee – SIEBEN MAL SIEBEN, Katalog Kunst-Station Sankt Peter, Köln 2022.

 Beiträge
- Sankt Peter, in: Hiltrud Westermann-Angerhausen/Guido Schlimbach, KÖLN. Sankt Cäcilien – Museum Schnütgen und Sankt Peter = Kleine Kulturführer 2561, Regensburg 2005, 21–27; ISBN 978-3-7954-6503-2.
- Il Museo Kolumba di Colonia, in: Goffredo Boselli (Hg.), Ars liturgica. L’arte a servizio della liturgia. Atti del IX Convegno liturgico internazionale. Bose 2011, Magnano 2012, 171–186, ISBN 978-88-8227-362-0
- Sakralbau in den Dimensionen eines Museums. Kolumba, das Kunstmuseum des Erzbistums Köln, als Ort eines konstruktiv-kritischen Dialoges von Kunst und Kirche, in Diakonia 45 (2014) 96–105.
- Den Zwischen-Raum umspielen, in: Kim de Wildt, Benedikt Kranemann, Andreas Odenthal (Hg.), Zwischen-Raum Gottesdienst. Beiträge zu einer multiperspektivischen Liturgiewissenschaft = Praktische Theologie heute 144 (FS Albert Gerhards), Stuttgart 2016, 235–246; ISBN 978-3-17-031125-1.
- Vom „Kirchenladen“ zur Kunstkirche. Aspekte der Glaubensästhetik nach 1968, in: Sebastian Holzbrecher/Julia Knop/Benedikt Kranemann/Jörg Seiler (Hg.), Revolte in der Kirche? Das Jahr 1968 und seine Folgen, Freiburg 2018, 321–335; ISBN 978-3-451-38065-5.
- Zusammenspiel von Masse und Leere. Gurutz Aldare. Genese eines Spätwerks von Eduardo Chillida, in: Alexander Klar, Eduardo Chillida. Architekt der Leere, Katalog Museum Wiesbaden, Köln 2018, 121–134; ISBN 978-3-96098-464-1.
- La qualità religiosa dell’arte contemporanea. La Kunst-Station Sankt Peter Köln come luogo di dialogo, in: Yvonne Dohna Schlobitten/Albert Gerhards (Hg.), La Lotta di Giacobbe, Paradigma della creazione artistica. Un’esperienza comunitaria di formazione integrale, su Chiesa, estetica e arte contemporanea, inspirata a Romano Guardini, Assisi 2020, 137–156; ISBN 978-88-308-1732-6.
- Gegenseitige Achtung in respektvoller Distanz. Zwischenruf aus der Kunst-Station Sankt Peter Köln, in: Stefan Kopp/Stephan Wahle (Hg.), Nicht wie Außenstehende und stumme Zuschauer. Liturgie – Identität – Partizipation (Kirche in Zeiten der Veränderung 7), Freiburg im Breisgau 2021, 233–247; ISBN 978-3-451-38827-9.
- I don’t even know where these paintings come from. The truth of pictures. Rupert Eder in conversation with Guido Schlimbach (dt./engl.), in: Galerie Fenna Wehlau (Hg.), Rupert Eder. Fairless Light, München 2021, 103–116.
- Heiliges Spiel. Zeitgenössische Kunst im gottesdienstlichen Kontext, in: Jürgen Bärsch/Christel Köhle-Hezinger/Klaus Raschzok (Hg.), Heilige Spiele. Formen und Gestalten des spielerischen Umgangs mit dem Sakralen, Regensburg 2022, 323–336., ISBN 978-3-7917-3245-9.
- Na estetické úrovni dneška. Dá se „nahradit“ Rubens? Kunst-Station Sankt Peter v Kolíně nad Rýnem a projekt „Replace Rubens“, in: Salve. Zeitschrift für Theologie, geistliches Leben und Kultur (Prag) 32 (2022) 179–189.
- Stilarme Übergriffigkeiten: Lehren aus dem Eklat um den Helnwein-Zyklus im Wiener Stephansdom, in: COMMUNIO, https://www.herder.de/communio/kultur/lehren-aus-dem-eklat-um-den-helnwein-zyklus-im-wiener-stephansdom-stilarme-uebergriffigkeiten/.

## Trivia
- Seit 2019 ist Schlimbach als Balletttänzer Ensemblemitglied der Cäcilia Wolkenburg, der Bühnenspielgemeinschaft des Kölner Männer-Gesang-Vereins (KMGV).